# Грёнинг, Вернер
Вернер Грёнинг (29 марта 1926 года в Берлине — 8 марта 2009 года) — офицер Немецкой народной полиции ГДР, начальник полиции Восточного Берлина (1975—1986 гг).

## Биография
Родился 29 марта 1926 года в Берлине. Сын плотника, окончил начальную и среднюю школу с дипломом об окончании средней школы .
Во время состоял в юнгфольке, служил помощником ПВО, затем призван в Вермахт рядовым.
После освобождения из плена вернулся в Берлин и в 1946 году вступил в Немецкую народную полицию (ДВП).
Член СЕПГ. Свою службу в ДВП он начал сержантом полиции патрульной службы в районе Берлин-Митте.
Окончил высшую полицейскую школу в Берлине-Каульсдорфе. Работал начальником отдела в Главном управлении полиции Берлина (PdVP).
В 1962 году стал первым заместителем командира 1-й пограничной бригады, охранявшей государственную границу в Берлине и в том же году вошедшей в состав Национальной народной армии.
С 1965 по 1969 год полковником, командовал этой пограничной бригадой, переименованной в пограничную бригаду «13-е Августа».
Учился в Военной академии имени Фридриха Энгельса. Затем он снова перешел в Немецкую народную полицию и стал начальником главного управления готовности Министерства внутренних дел (MdI).
С 26 июня 1973 года приказом Эриха Хонеккера присвоено звание генерал-майора и назначен заместителем начальника Главной инспекции Министерства внутренних дел.
С 22 мая 1975 года по 6 января 1986 года Президент Народной полиции Восточного Берлина (сменил Хорста Энде) и одновременно был членом Берлинского окружного комитета (Окружкома) СЕПГ.
С 1976 по 1986 год Член городского совета Берлина. 29 июня 1979 года ему было присвоено звание генерал-лейтенант.
С 1986 по 1989 год возглавлял управление подготовки кадров МДИ.
Последнее время жил на пенсии в Цойтене, был членом Общества правовой и гуманитарной поддержки.
Э. В. Грёнинг умер в возрасте 82 лет в Цойтене.

## Награды
- 1983 Орденское знамя труда I степени
- 1985 Орден Шарнхорста Патриотический орден за заслуги перед золотом 1986 года